# Орбан (інженер)
Орбан, також відомий як Урбан (пом. 1453) — металург та інженер ймовірно з міста Брашо, Трансильванія, Угорське королівство, який розробив надпотужну зброю для Османської імперії, що дозволила їй захопити Константинополь у 1453 р.

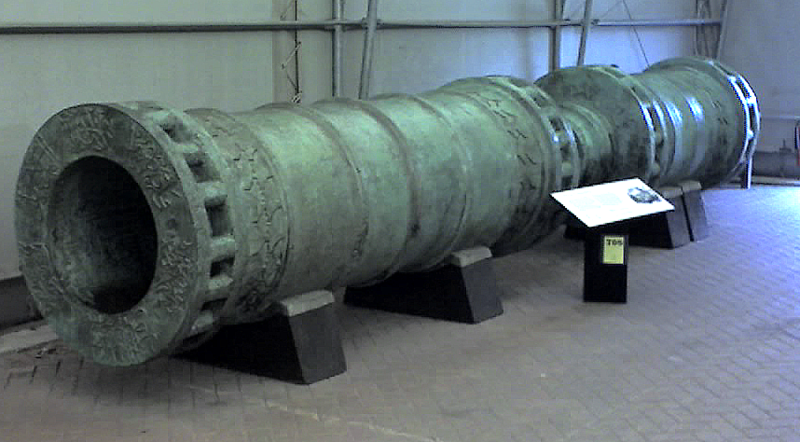
Базиліка, виплавлена у 1464 році на основі гармати Орбана, розробленої у 1453; колекція Королівської збройної палати.

Як свідчать сучасні автори, Орбан був угорець, хоча дехто вважає, що він був німець. Альтернативні теорії припускають, що він мав волоське коріння чи дакійське.
1452 року він запропонував свої послуги Візантії, проте імператор Костянтину XI не мав змоги оплатити його роботу та надати потрібні матеріали для створення такої величезної гармати. Після цього Орбан залишив Константинополь і зустрівся з османським султаном Мехмедом II, який планував взяти місто в облогу. Орбан заявив, що його зброя «здатна підірвати навіть Вавилон», тому султан виділив для нього потрібні кошти та матеріали. Орбан виготовив гігантську гармату за три місяці в місті Едірне, з якого шістдесятьома волами її доправили до Константинополя. У цей же час Орбан також виготовив менші гармати, які турецька армія використала для облоги.
За найпоширенішою версією, Урбан загинув під час облоги Константинополя внаслідок вибуху однієї з його ж гармат.

## У масовій культурі
- Актор Бурганеттін Юскан зіграв майстра Урбана у турецькому фільмі 1951 року «Падіння Константинополя».
- Ердоган Айдемір зіграв Урбана у фільмі 2012 року «Облога 1453».